# Marc Van Heerden
Marc van Heerden (sinh ngày 16 tháng 3 năm 1988 ở Johannesburg) là một cầu thủ bóng đá người Nam Phi thi đấu ở vị trí hậu vệ trái cho Orlando Pirates ở Premier Soccer League.
Van Heerden ra mắt quốc tế cho Nam Phi trong chiến thắng 2-0 trước Burkina Faso vào ngày 17 tháng 8 năm 2013.
Anh chuyển sang Orlando Pirates từ Chippa United F.C. đến hết tháng 1 năm 2017.